# Редькин, Юрий Александрович
Юрий Александрович Редькин (20.09.1933, Шуя — 11.01.1997, там же) — командир авиационной эскадрильи Тюменского управления гражданской авиации.

## Биография
Родился 20 сентября 1933 года в городе Шуя Ивановской области. Отец в 1942 году погиб на фронте, и мама воспитывала его одна. В 1949 году окончил школу № 17 в родном городе. Учёбу продолжил в Ивановском техникуме физической культуры. В 1952 году окончил техникум, получил специальность учителя физкультуры. Одновременно окончил Ивановский областной аэроклуб, отделение пилотов.
В 1954 году окончил объединённую лётно-техническую школу ДОСААФ в городе Саранск по специальности пилота-инструктора легкомоторной авиации. Получил направление в Кемеровский областной аэроклуб. Через два года перевелся в Свердловский аэроклуб, работал пилотом-инструктором, командиром звена, командира отряда. Стал мастером спорта СССР по высшему пилотажу.
В феврале 1963 года был принят на работу в 123-й лётный отряд Уральского территориального управления гражданского воздушного флота. Прошёл переучивание на пилота вертолета при Кременчугском лётном училище. Работал вторым пилотом вертолета Ми-4.
С января 1964 года работал в Тюменском объединённом авиаотряде. Сначала вторым пилотом вертолета «Ми-4», с 1968 года — командиром вертолета «Ми-8», затем стал командиром авиационной эскадрильи 255-го лётного отряда.
К началу 1973 года стаж Ю. А. Редькина в авиации составил 19 лет, зарекомендовал себя высококвалифицированным пилотом, в совершенстве владеющим техникой пилотирования вертолетов Ми-1, Ми-4 и Ми-8. Общий налёт составил более 7 тысяч часов. Принимал активное участие в строительстве нефтепроводов Шаим — Тюмень, Усть-Балык — Омск, компрессорных станций газопровода Надым — Пунга. Доставил на нефтегазопроводы и стройки региона более 12 тысяч тонн.
В содружестве с энергетиками разработал и применил передовую технологию перевозки и установки с помощью вертолета Ми-8 опор на сооружении высоковольтной линии электропередачи ЛЭП-500 протяженностью около 1000 км, что позволило на год раньше срока подать электроэнергию на нефтепромыслы Среднего Приобья.
Авиаэскадрилья, которой руководил Ю. А. Редькин, постоянно занимала первые места в социалистическом соревновании среди других подразделений предприятия. План двух лет пятилетки по налёту часов был выполнен на 106 %, по грузообороту — на 108 %, сверхплана перевезено 6 тысяч тонн оборудования и других грузов.
Указом Президиума Верховного Совета СССР от 9 февраля 1973 года за выдающиеся достижения в выполнении плановых заданий по авиаперевозкам, применению авиации в народном хозяйстве страны и освоению новой авиационной техники Редькину Юрию Александровичу присвоено звание Героя Социалистического Труда с вручением ордена Ленина и золотой медали «Серп и Молот».
В феврале 1973 года был назначен командиром 231-го лётного отряда Нижневартовского объединённого авиаотряда. В 1982—1986 годах работал командиром вертолёта Ми-8 Тюменского объединённого авиаотряда. Последние годы был летчиком-испытателем в Тюменском моторном объединении. Пилот 1-го класса.
Жил в городе Тюмень. В 1994—1996 годах жил в Смоленске, с 1996 года — в Шуе.
Умер 11 января 1997 года. Похоронен в Шуе на кладбище Осиновая гора.
Награждён орденом Ленина, медалями